# Germán López
Germán López Montoya (Barcelona, 29 december 1971) is een voormalig professioneel tennisser uit Spanje. Hij bereikte één keer de finale van een ATP-toernooi: in 1992 in Casablanca, waar hij in drie sets (6–2, 5–7 en 3–6) verloor van Guillermo Pérez-Roldán.

## Prestatietabel
| Legenda | Legenda                          |
| ------- | -------------------------------- |
| g.t.    | geen toernooi gehouden           |
| l.c.    | lagere categorie                 |
| –       | niet deelgenomen                 |
| G       | uitgeschakeld in de groepsfase   |
| 1R      | uitgeschakeld in de eerste ronde |
| 2R      | uitgeschakeld in de tweede ronde |
| 3R      | uitgeschakeld in de derde ronde  |
| 4R      | uitgeschakeld in de vierde ronde |
| KF      | uitgeschakeld in de kwartfinale  |
| HF      | uitgeschakeld in de halve finale |
| F       | de finale verloren               |
| W       | het toernooi gewonnen            |
| w-v     | winst/verlies-balans             |

Prestatietabel grand slam, enkelspel
| Toernooi        | 1991 | 1992 |
| --------------- | ---- | ---- |
| Australian Open | —    | —    |
| Roland Garros   | 1R   | 2R   |
| Wimbledon       | —    | 1R   |
| US Open         | —    | 1R   |